# 小野光賢
小野 光賢（おの みつかた、1818年（文政元年） - 1900年（明治33年）7月17日）は幕末の商人。幼名は寅次郎。通称は兵助・兵右衛門。横浜の実業家小野光景の父。

## 経歴
信濃国伊那郡小野村の庄屋小沢家に生まれ、同村の小野家の養子となる。安政6年（1859年）に横浜に出て、貿易商を営む。横浜の町会所役人を務め、『町会所日記』を残した。また勝海舟、山岡鉄舟、高橋泥舟らと親交を持った。明治元年（1868年）には横浜の町名主に推挙され、同4年（1871年）には改組により町名主から副市長となる。同5年（1872年）に辞職して帰郷し、「光賢庵」で余生を送った。
子孫により「小野光賢・光景記念館」が設立された。